# روب أوليفر
روب أوليفر (بالإنجليزية: Rob Oliver)‏ هو مخرج رسوم متحركة ومخرج أمريكي، ولد في 1977 في أوسو في الولايات المتحدة.

## وصلات خارجية
- روب أوليفر على موقع IMDb (الإنجليزية)
- روب أوليفر على موقع ألو سيني (الفرنسية)
- روب أوليفر على موقع قاعدة بيانات الفيلم (الإنجليزية)
- روب أوليفر على موقع كينوبويسك (الروسية)